# Julie Orringer
Julie Orringer (Miami, 12 de junio de 1973) es una escritora y conferenciante estadounidense. Entre otros galardones, obtuvo el Premio Plimpton.

## Trayectoria
Julie Orringer nació en Miami (Florida) y se mudó a Brooklyn con su esposo, Ryan Harty, también escritor. Se licenció en Lengua Inglesa en la Universidad Cornell y obtuvo una maestría en ficción en el Iowa Writers 'Workshop (Taller de Escritura Creativa de la Universidad de Iowa). Fue becaria Stegner en la Universidad Stanford. 
Fue profesora de ficción en el College de Brooklyn de la Universidad de Nueva York y en Nueva York con el programa Stanford de la Universidad Stanford. En el pasado, también dio clases en la Universidad de Columbia, Universidad de Princeton, Universidad de Nueva York, Universidad de Míchigan, Saint Mary's College de California y el California College of the Arts.
Sus obras han aparecido en revistas culturales como The Paris Review, McSweeney's, Ploughshares, Zoetrope: All-Story, The Pushcart Prize Anthology, The Best New American Voices y The Best American Non-Required Reading.

## Reconocimientos
Recibió el premio Discovery de Paris Review, así como dos premios Pushcart, el premio de editores de Yale Review, el premio Plowshares Cohen, el premio Northern California Book Award y el premio Anne and Robert Cowan Award del Jewish Community Endowment Fund (Fondo de Dotación de la Comunidad Judía). Recibió una subvención de la National Endowment for the Arts en 2004-5 por su novela El puente invisible, por la que también recibió una nominación para el Orange Prize de 2011.

## Obras literarias
- How to Breathe Underwater: Stories. Alfred A. Knopf. 2003. ISBN 978-1-4000-4111-4. How to Breathe Underwater ("Cómo respirar bajo el agua") contiene nueve relatos cortos, muchos de los cuales tratan de personajes afectados por la pérdida, ya sea de padres, amantes o de una relación viable en el mundo. La antología fue nombrada New York Times Notable Book y San Francisco Chronicle Best Book of the Year, así como galardonada con el Northern California Book Award.
- En "Pilgrims" (Peregrinos), un grupo de niños huérfanos de madre se atormentan mutuamente en el Día de Acción de Gracias.
- En "The Isabel Fish" (El pez Isabel) la única superviviente de un ahogamiento comienza a practicar el buceo.
- En "When She is Old and I am Famous" (Cuando ella sea vieja y yo famosa), una joven mujer se enfrenta al inescrutable poder de la belleza de su prima.
- En "The Smoothest Way is Full of Stones" (Incluso el camino más fácil está lleno de piedras), el fracaso de los códigos religiosos y orales - para proteger, dar confort y ofrecer consuelo - se observa a través de los ojos de un grupo de judíos ortodoxos adolescentes que están descubriendo el irresistible poder de su sexualidad.
- El puente invisible se basa en las experiencias de su familia en el Holocausto y la Segunda Guerra Mundial,[10] incluido su tío abuelo Alfred Tibor, que más tarde se convirtió en un conocido escultor.[11][12]
- The Flight Portfolio es una novela basada en la historia real de Varian Fry, periodista estadounidense que en 1940 fue a la Europa ocupada (véase Francia de Vichy) para ayudar a rescatar artistas judíos del Holocausto. La historia de la novela se adaptó al cine en 2023 con la serie de Netflix Transatlántico.[13][14]

## Traducciones
Al francés:
- Comment respirer sous l'eau, 2005

Al alemán:
- Unter Wasser atmen, 2005
- Die unsichtbare Brücke, 2011,ISBN 978-3-462-04300-6

Al italiano:
- Quando ho imparato a respirare sott'acqua, 2004,ISBN 88-7684-792-8

Al neerlandés:
- Ademhalen onder water, 2004
- De onzichtbare brug, 2010, ISBN 978-90-446-0431-3

Al japonés:
- How to Breathe Underwater, 2006

Al húngaro:
- Láthatatlan Híd, 2011, ISBN 978-963-310-060-8

Al español:
- El puente invisible, 2010[11]

Al portugués:
- A Ponte Invisível, 2012

Al hebreo:
- הגשר הנסתר The Invisible Bridge, 2012

Al sueco:
- Den osynliga bron, 2012.